# Oberursel
Oberursel je německé město ležící severozápadně od Frankfurtu nad Mohanem ve spolkové zemi Hesensko.

## Geografie
Sousední obce: Schmitten, Bad Homburg vor der Höhe, Frankfurt nad Mohanem, Steinbach, Kronberg a Königstein im Taunus.

## Historie
Místo je poprvé zmiňováno pod jménem Ursella roku 791 jako majetek kláštera Lorsch.

## Slavní obyvatelé města
- Melchior Acontius, humanista a lyrik

## Památky
- kostel St. Ursula
- radnice z roku 1479
- kašna Wäschfraa

## Partnerská města
- Épinay-sur-Seine
- Rushmoor
- Lomonosov